# AIKa R-16:VIRGIN MISSION
『AIKa R-16:VIRGIN MISSION』（アイカ アール16 ヴァージンミッション）は、2007年に発売されたOVA作品。全3巻。AIKaシリーズの第2作目。
2009年にはこの作品の続編で、AIKaシリーズの第3作目となるOVA『AIKa ZERO』も発売された。

## 概要
前作『AIKa』の10年前、藍華が女子高生サルベイジャーだった頃の活躍を描く。軽いノリでコミカルな演出が多いのが特徴。前作同様、パンチラシーンやお色気シーンが多い。
作中に出てくる人間に寄生する宇宙病原菌の設定や黒幕の名前が「月野」となっているなど、一部で本作と同じスタジオ・ファンタジア制作のアニメ『ストラトス・フォー』の設定が描かれている。

## ストーリー
高校1年生の皇 藍華はある日、クラス委員長の真海 エリからサルベイジャーの仕事を依頼される。エリによれば、2年生の美波野 カレンの胸にある蝶のあざのようなマークを解析したところ、意味深なメッセージと位置を示す緯度や経度が得られたのだという。目的地の海中にその謎を解く鍵があると考えた藍華達は、トレジャーハンティング（略して「トレハン」）部の部員達や顧問の凪紗 りさことともに、エリのクルーザー「レジーナ・エリ号」で目的地へ向かう。
当初の予定では、朝8:00出港の2泊3日のスケジュール。エリは綿密に計画を立てていた。行きに1日・帰りに1日、現地でビーチパーティーに5時間・海底探査に3時間、のはずだったのだが···。

## 登場人物
皇 藍華（すめらぎ あいか）
声：小清水亜美
本作の主人公。高校1年生（16歳）。髪型は茶髪のショートカット。頭脳や身体能力は優れており、高校生にしてC級サルベイジャーの資格を持つ。格闘の技量も人並み以上にある。
性格はおおらかで活発的だが、学校にはほぼ毎日遅刻するなどだらしない一面もある。
エリとともにカレンの秘密を探るため、トレハン部の一員として謎を追い求めていく。
美波野 カレン（みなみの カレン）
声：能登麻美子
高校2年生（17歳）。青いストレートのロングヘアーの寡黙な少女。過去の記憶が無く、経歴など不明な点が多い。左胸に蝶の形をしたあざのようなマークがある。実はクローン。スタイル抜群の見かけによらず食いしん坊でもある。
真海 エリ（しんかい エリ）
声：福圓美里
高校1年生（16歳）。髪型は栗色のロングヘアーにツインテールのアクセント。真海重工業の令嬢でもある高飛車なお嬢様。藍華の通う学園のクラス委員長を務める一方、部員12人のトレハン部の部長も務めている。部員のためにお揃いの制服を作らせる凝った一面も。好奇心は旺盛だが無鉄砲さを合わせ持つ。藍華とは意見が対立することがよくある。
凪紗 りさこ（なぎさ りさこ）
声：鈴木菜穂子
26歳。紫色のロングヘアーの美女。トレハン部の顧問教師を務めている。しかし、その正体はカレンを監視するエージェントである。格闘戦では藍華を圧倒する実力。また、女の子を戦闘員として操る生体メカを所持している。
ガスト
声：吉野裕行
14歳。エリのクルーザー「レジーナ・エリ号」の給仕。この頃は10年後とは違い、全然強くなかった。
船長
声：黒田崇矢
「レジーナ・エリ号」の船長。エリの父親から守り役を依頼されている。銃器の扱いに長けるが、主な任務は船員と協力して、戦闘で気絶した女の子たちを担いで船内に運び保護すること。この時、女の子の尻を移動する方向にむけるのが約束事となっている。
ミドリ
声：升望
トレハン部の部員。グレーのウェーブのかかったロングヘアー。騒動発生の翌日、エリによって裸にされ襲撃の原因を探られる。
アキ
声：阪田佳代
トレハン部の部員。濃紺のポニーテールにリボン。りさこによってミドリともども気絶させられ、船内の一室で百合ポーズを強要される。　
キョーコ
声：後藤麻衣
トレハン部の部員。黒髪の編み込みツインテールの眼鏡っ娘。藍華を奇襲するが、船長の銃撃で落下した救命道具の下敷きとなり気絶。
相田 郷造（あいだ ごうぞう）
声：大塚明夫
藍華の育ての親。藍華に潜水艇の操縦を教授するが、「尻で感じろ！」などと叱声をとばしていた。
りさこの手下
りさこに生体メカを取り付けられ、ビーチパーティー中のトレハン部員を襲撃した。警棒で武装するなどした8人の水着の女の子たち。
黒幕の男
声：大塚明夫
顔が明らかにわかるのは第3巻EDのみ。りさこにカレンの監視を命じていた男だが、本名などの詳細は不明。ただし、エンドクレジットでは「月野」となっている。

## スタッフ
- 原作：スタジオ・ファンタジア
- プロデューサー：杉山潔、月野正志
- 監督：西島克彦
- キャラクターデザイン、メカニックデザイン：山内則康
- 総作画監督：山内則康、桜井正明
- ベルーガデザイン：林雅美
- EH-101モデリング：二宮茂幸
- 小物デザイン、美術設定：宮本崇
- 小物デザイン協力：佐藤陵
- 色彩設定：井上英子
- 美術監督：糸満昭
- 撮影監督：刀根有史
- 音響監督：亀山俊樹
- 音楽：兼崎順一、野村裕幸（演奏：EKOBEN BIGBAND）
- 協力：独立行政法人 海洋研究開発機構（JAMSTEC）
- アニメーション制作：スタジオ・ファンタジア
- 制作協力：スタジオ バベル
- 製作：バンダイビジュアル

## 主題歌
- オープニング『Sailing To The Future』
  - 作詞・作曲：cota、編曲：鈴木智文、歌：小清水亜美
- エンディング『Rise』
  - 作詞・作曲・編曲：橋本由香利、歌：小清水亜美

## 各巻リスト
| 話数 | サブタイトル             | 脚本     | 絵コンテ | 演出     | 作画監督 | 発売日         |
| ---- | ------------------------ | -------- | -------- | -------- | -------- | -------------- |
| 1    | シークレット・ゲーム     | 金巻兼一 | 秋津南   | 西島克彦 | 桜井正明 | 2007年4月25日  |
| 2    | ピーチ・ピーチ・ビーチ   | 金巻兼一 | 喜多幡徹 | 喜多幡徹 | 佐藤陵   | 2007年7月27日  |
| 3    | ディープ・ブルー・ガール | 金巻兼一 | 喜多幡徹 | 布施康之 | 清丸悟   | 2007年10月26日 |

## ラジオ
- 小清水亜美のアイカ・アクティブ・アドベンチャー
  - BEAT☆Net Radio!にて2007年2月23日より配信開始、同年10月26日終了。全17回。パーソナリティは小清水亜美（皇藍華役）が担当。

## 関連書籍
小説
2007年12月27日にホビージャパン・HJ文庫よりノベライズ作品「AIKa R-16:TURNING MISSION」が刊行された。著者はすずきあきら、画は山内則康が担当。
なお、コミックとらのあなを始めとする一部店舗では限定版『Special Panties Version』が発売された（藍華のパンツ（本物）付!? HJ文庫「AIKa R-16」特別版発売）。
- 通常版 ISBN 978-4-89425-651-4
- 限定版 ISBN 978-4-89425-672-9

コミック
『チャンピオンRED いちご』（秋田書店）にて、『AIKa R-16: SCHOOL MISSION』のタイトルで連載された。作画は藤島真ノ介が担当。
2008年1月18日発売 ISBN 978-4-253-23214-2
ムック
2010年11月に一迅社から『アイカ コンプリートファンブック』のタイトルで発売された。